# Kodak Easyshare Max Z990
Kodak Easyshare Max Z990 - компактна цифрова камера американської компанії Eastman Kodak типу ультразум з підтримкою відео в форматі FullHD.
Продаж Kodak Easyshare Max Z990 розпочався 2010 і на 2014 знятий з виробництва. Роздільна здатність фотокамери 12,0 мегапікселів. оптичне збільшення 30, цифрове 5. Фотографування здійснюється в режимах KODACHROME, KODACOLOR, EKTACHROME, TRI-X, T-MAX, Sepia. Оптична компенсація зображення. Режими відеозйомки: 1080p (1920 × 1080); 720p (1280 x 720) (30 кадрів/секунду). наявний порт USB 2.0 (480 Мбіт/с).